# Avenue Étienne-Billières
L'avenue Étienne-Billières (en occitan : avenguda Estève Vilhèras) est une voie de Toulouse, chef-lieu de la région Occitanie, dans le Midi de la France.

## Situation et accès

### Description
L'avenue Étienne-Billières est une voie publique. Elle traverse d'est en ouest le quartier de la Patte-d'Oie, dont elle constitue l'axe principal.
Elle est rectiligne, orientée est-ouest, longue de 510 mètres et d'une largeur régulière de 27 mètres.
La chaussée est divisée en trois voies de circulation automobile. Dans le sens est-ouest, une voie est réservée aux transports en commun et aux cyclistes. Dans le sens ouest-est, il n'existe qu'une seule une voie de circulation, longée par une bande cyclable. Deux voies de circulation, séparées par des contre-allées de platanes, permettent, dans un sens comme dans l'autre, la desserte locale.
L'avenue Étienne-Billières correspond à une partie de l'ancienne route nationale 124, créée en 1824, de Toulouse à Tartas (Landes), où elle rejoint la route nationale 10. Elle succède à la route impériale 144 de Toulouse à Bayonne, créée en 1811. En 1933, son itinéraire est également intégré à la route nationale 632, de Toulouse à Tarbes. En 1972, à la suite de la réforme du réseau national, la route nationale 632 est déclassée et intégrée au réseau départemental, devenant la route départementale 632. En 2006, à la suite d'une nouvelle réforme, la route nationale 124 est à son tour déclassée dans sa partie entre Toulouse et Colomiers, et rentre dans le domaine départemental. Finalement, en 2017, la gestion du réseau départemental sur le territoire de Toulouse Métropole est transférée à cette collectivité et l'avenue Étienne-Billières intégrée à la route métropolitaine 632.

### Voies rencontrées
L'avenue Étienne-Billières rencontre les voies suivantes, dans l'ordre des numéros croissants (« g » indique que la rue se situe à gauche, « d » à droite) :
1. Place François-Roguet (g)
2. Place Jean-Diebold (d)
3. Rue Champêtre (d)
4. Rue Jean-de-Pins (g)
5. Rue de Gascogne (g)
6. Rue du Tchad (g)
7. Place de la Patte-d'Oie

### Transports
L'avenue Étienne-Billières est desservie par plusieurs stations de la ligne  du métro : la station Patte-d'Oie, à l'ouest, sur la place du même nom, et la station Saint-Cyprien - République, sur les allées Charles-de-Fitte. Elle est, de plus, entièrement parcourue par les lignes de Linéo L14 et de bus 4566.
Il existe plusieurs stations de vélos en libre-service VélôToulouse le long de l'avenue Étienne-Billières : les stations no 105 (12 avenue Étienne-Billières), no 117 (39 avenue Étienne-Billières) et no 130 (66 ter avenue Étienne-Billières).

## Odonymie

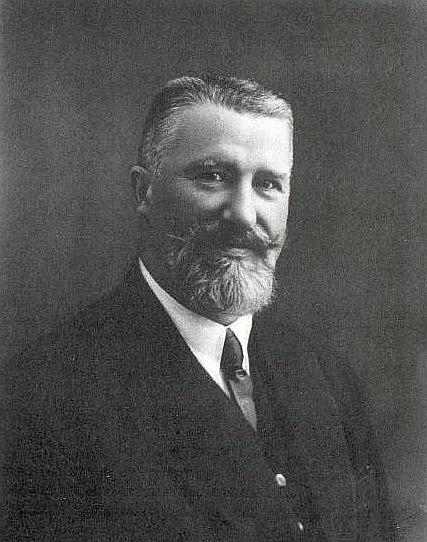
Portrait d'Étienne Billières (1935, Bulletin municipal, bibliothèque municipale).

Le nom de l'avenue rend hommage à Étienne Billières (1871-1934). Véritable enfant du quartier – né en 1876, il est le fils d'un maître charpentier du quartier Saint-Cyprien –, il travaille dans la sténodactylographie. Il rencontre Albert Bedouce et s'engage auprès des socialistes. En 1925, il emporte la mairie de Toulouse, et conserve son poste jusqu'à sa mort en 1935. Son nom est donné à l'avenue en 1935, peu après sa mort, sur décision du conseil municipal d'Antoine Ellen-Prévot.
Depuis son percement en 1786, l'avenue avait porté successivement les noms d'allée, puis d'avenue de la Patte-d'Oie. En effet, elle se termine à la place de la Patte-d'Oie, qui tient ce nom du tracé des rues qui aboutissent : l'avenue Étienne-Billières à l'est, l'avenue de Grande-Bretagne au nord-ouest, l'avenue de Lombez à l'ouest et les allées Maurice-Sarraut au sud-ouest. En 1794, pendant la Révolution française, l'allée porta quelques mois le nom de cours du Bonnet-Rouge, pour le bonnet phrygien que portaient les sans-culottes et les « patriotes » car il était symbole de liberté et de civisme.

## Patrimoine et lieux d'intérêt

### Immeubles donnant sur la place extérieure Saint-Cyprien
- no  2 : immeuble. 
L'immeuble est construit dans les années 1780, lors de l'aménagement des places intérieure et extérieure Saint-Cyprien (actuelles places François-Roguet et Jean-Diebold) sur les plans de l'architecte Joseph-Marie de Saget dans le goût néo-classique. Sur l'avenue Étienne-Billières, deux grandes arcades, qui englobent le rez-de-chaussée et l'entresol, alternent avec des ouvertures rectangulaires plus étroites, surmontées d'une fenêtre carrée à l'entresol. Dans la travée centrale, l'ancienne porte est toujours surmontée d'une corniche. L'immeuble a été surélevé de deux étages dans la deuxième moitié du XXe siècle. D'un style moderne fruste, la façade est couverte d'une plaquis de brique[3].

### Autres immeubles
- no  9 : immeuble. 

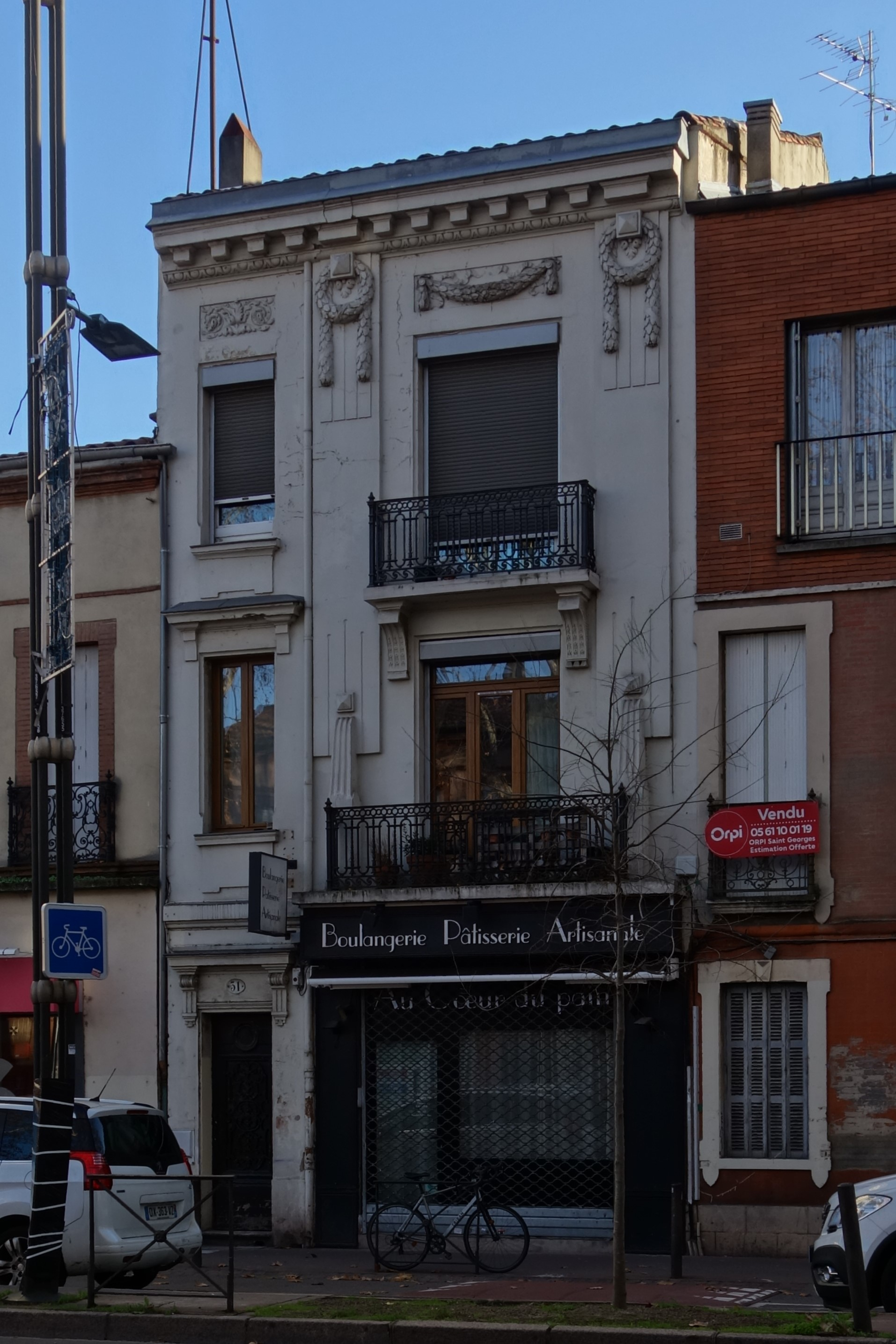
no 31 : immeuble.

L'immeuble, construit dans la première moitié du XIXe siècle, présente sur l'avenue une façade néo-classique, mise en valeur par un riche décor en terre cuite. Les étages sont réunis par des pilastres colossaux à chapiteaux ioniques. Au 1er étage, les fenêtres ont un faux garde-corps à balustres. Elles sont encadrées de pilastres à chapiteaux doriques, soutenant une frise de palmettes, surmontée d'une corniche moulurée[4]. Dans les années 1930, l'immeuble abrite un bar et une salle de cinéma, l'Eden-Cinéma, devenue par la suite une salle de bal et de concert, finalement fermée en 1982[5].

- no  12 : résidence Le Bourbon. 
L'immeuble, de style moderne, est construit en 1976 sur une large parcelle entre l'avenue Étienne-Billières et la rue du Ravelin (actuel no 5). Sur l'avenue Étienne-Billières, il s'élève sur sept étages[6],[7].

- no  19 : immeuble[8].

- no  31 : immeuble. 
L'immeuble, construit dans la deuxième moitié du XIXe siècle, se distingue par le décor éclectique de sa façade. Au rez-de-chaussée, la porte est surmontée d'une corniche portée par des consoles. Une large corniche sépare le rez-de-chaussée des niveaux supérieurs. Aux étages, la travée de gauche est percée de fenêtres étroites, tandis que la travée de droite, mise en valeur par des dosserets surmontés de couronnes végétales, est éclairée par de larges fenêtres qui ont des balcons aux garde-corps en fonte. Les fenêtres du 2e étage sont surmontées de bas-reliefs aux motifs végétaux. L'élévation est couronnée d'une corniche à modillons[9].

- no  37 bis-37 ter : poste. 
L'immeuble est construit dans la deuxième moitié du XXe siècle, après la destruction de la gare de Roguet, pour abriter les services des PTT. Dans un style brutaliste, l'ossature en béton est laissée apparente et mise en valeur. L'immeuble s'élève sur six niveaux (un sous-sol, un rez-de-chaussée surélevé et quatre étages). Le rez-de-chaussée, rythmé par les poteaux qui marquent les travées en légère saillie, est couvert d'un plaquis de galets de Garonne et éclairé par de larges fenêtres rectangulaires. Les entrées, ménagées dans les travées latérales, sont couvertes par un auvent. Les étages sont animés par les bandeaux des fenêtres, qui forment une quadrillage de lignes horizontales et verticales. Le dernier étage, en retrait par rapport à l'aplomb de la façade, est protégé par une galerie couverte, fermée après des travaux en 2009[10].

### Couvent des franciscains
En 1913, une communauté de franciscains s'établit dans le quartier des Minimes (emplacement de l'actuel no 2 rue d'Aquitaine et no 51 rue Pierre-Cazeneuve). En 1926, ils cèdent les bâtiments de leur couvent aux rédemptoristes pour s'installer dans le quartier de la Patte-d'Oie, où ils ont acheté une ancienne maison de plaisance, au cœur d'une vaste parcelle arborée (emplacement des actuels no 40-44 avenue Étienne-Billières). Ils font bâtir une chapelle, placée sous l'invocation de saint Louis d'Anjou, et plusieurs édifices conventuels, élevés le long de l'avenue. Les frères franciscains se consacrent à l'enseignement de la théologie, particulièrement à l'Institut catholique, tels Frédéric-Marie Bergounioux et Michel Dutheil. Ils participent à la action sociale de leur quartier : dans les années 1950 et 1960, ils ouvrent le Gourbi, un ensemble de logements dévolus à des étudiants étrangers. En 1954, pour répondre à l'appel de l'abbé Pierre, ils accueillent des personnes sans-abri : dix ans plus tard est créé le Centre d'hébergement pour vagabonds de sexe masculin, devenu en 1967 le Relais.
En 1973, les bâtiments sont démolis : un nouvel immeuble est élevé, le long de l'avenue Étienne-Billières, par un promoteur immobilier privé, tandis qu'un nouveau couvent est construit en cœur de parcelle, accessible par l'avenue Étienne-Billières (actuel no 40 bis) et par la rue Adolphe-Coll (actuel no 27). Les frères franciscains poursuivent leur action sociale : si le Relais doit s'installer dans le quartier de Monplaisir (actuel no 15 rue du Japon), ils continuent à accueillir des personnes sans abri, reçoivent aussi des associations de prière. En 2007, ils promeuvent la création d'un « cercle du silence », une manifestation silencieuse, place du Capitole, pour protester contre le traitement des étrangers en situation irrégulière dans les centres de rétention.
En 2019, la communauté ne compte cependant plus que quatre personnes. Elles quittent, l'année suivante, le couvent, qui est cédé au Secours catholique, qui y ouvre la Colline, un centre d'hébergement pour des personnes en situation précaire, d'exclusion ou de handicap. En 2025, d'importants travaux sont engagés afin de réhabiliter et transformer l'ancien bâtiment du couvent.